# Walter Kannemann
Walter Kannemann (Concepción del Uruguay, 14 maart 1991) is een Argentijns voetballer die doorgaans als centrale verdediger speelt. Hij verruilde Atlas in juli 2016 voor Grêmio. Kannemann debuteerde in 2018 in het Argentijns voetbalelftal.

## Carrière
Kannemann stroomde in 2010 door vanuit de jeugd van San Lorenzo. Hiervoor debuteerde hij op 20 maart 2010 in het eerste elftal, in een wedstrijd in de Primera División thuis tegen Colón. Het duurde daarna meer dan twee jaar voor zijn volgende optreden in het eerste elftal, waarna hij in het seizoen 2012/13 basisspeler werd. Hij won in die periode meteen zijn eerste landskampioenschap met San Lorenzo. Ruim een halfjaar later veroverden zijn ploeggenoten en hij ook de Copa Libertadores 2014. Hij speelde tijdens dat toernooi zelf vijf wedstrijden mee, allemaal als invaller.
Kannemann verruilde San Lorenzo in januari 2015 voor Atlas. Hiermee kwalificeerde hij zich in zijn eerste halfjaar voor de play-offs om het landskampioenschap in de Liga MX. Hij eindigde in het jaar daarna met zijn ploeggenoten zowel in de eerste als tweede seizoenshelft in de onderste regionen van de reguliere competitie.
Kannemann tekende in juli 2016 bij Grêmio, de nummer drie van de Série A in het voorgaande seizoen. Met de Braziliaanse club ging hij weer om prijzen spelen. Hij won dat jaar nog de Copa do Brasil 2016, twaalf maanden later de Copa Libertadores 2017 en vlak daarna de Recopa Sudamericana van 2018. Deze keer maakte hij bij het winnen van al deze prijzen als basisspeler deel uit van de ploeg.

## Clubstatistieken
| Seizoen     | Club        | Competitie       | Competitie | Competitie | Beker | Beker | Internationaal | Internationaal | Totaal | Totaal |
| Seizoen     | Club        | Competitie       | Wed.       | Dlp.       | Wed.  | Dlp.  | Wed.           | Dlp.           | Wed.   | Dlp.   |
| ----------- | ----------- | ---------------- | ---------- | ---------- | ----- | ----- | -------------- | -------------- | ------ | ------ |
| 2010        | San Lorenzo | Primera División | 1          | 0          | 0     | 0     | —              | —              | 1      | 0      |
| 2011        | San Lorenzo | Primera División | 0          | 0          | 0     | 0     | —              | —              | 0      | 0      |
| 2012        | San Lorenzo | Primera División | 4          | 1          | 1     | 0     | —              | —              | 5      | 1      |
| 2013        | San Lorenzo | Primera División | 23         | 2          | 2     | 0     | 1              | 0              | 26     | 2      |
| 2014        | San Lorenzo | Primera División | 24         | 1          | 2     | 0     | 5              | 0              | 31     | 1      |
| 2015        | San Lorenzo | Primera División | 18         | 0          | 0     | 0     | 0              | 0              | 18     | 0      |
| Club totaal | Club totaal | Club totaal      | 70         | 4          | 5     | 0     | 6              | 0              | 81     | 4      |
| 2014/15     | Atlas       | Liga MX          | 15         | 1          | 0     | 0     | 5              | 1              | 20     | 2      |
| 2015/16     | Atlas       | Liga MX          | 23         | 0          | 5     | 0     | —              | —              | 28     | 0      |
| Club totaal | Club totaal | Club totaal      | 38         | 1          | 5     | 0     | 5              | 1              | 48     | 2      |
| 2016        | Grêmio      | Série A          | 13         | 0          | 8     | 0     | 0              | 0              | 21     | 0      |
| 2017        | Grêmio      | Série A          | 23         | 1          | 6     | 1     | 12             | 0              | 41     | 2      |
| 2018        | Grêmio      | Série A          | 18         | 0          | 3     | 0     | 11             | 1              | 32     | 1      |
| 2019        | Grêmio      | Série A          | 8          | 1          | 4     | 0     | 11             | 0              | 23     | 1      |
| Club totaal | Club totaal | Club totaal      | 62         | 2          | 21    | 1     | 34             | 1              | 117    | 4      |

Bijgewerkt t/m 14 oktober 2019

## Interlandcarrière
Kannemann debuteerde op 8 september in het Argentijns voetbalelftal, tijdens een met 0–3 gewonnen oefeninterland tegen Guatemala. Hij viel die dag in de 66e minuut in voor Ramiro Funes Mori. Na nog een invalbeurt in een oefeninterland thuis tegen Irak (4–0), mocht hij op 21 november 2018 voor het eerst in de basis beginnen bij de nationale ploeg. Daarmee won hij die dag met 2–0 van Mexico.

## Erelijst
| Competitie             | Aantal      | Jaren        |             |             |
| San Lorenzo            | San Lorenzo | San Lorenzo  | San Lorenzo | San Lorenzo |
| ---------------------- | ----------- | ------------ | ----------- | ----------- |
| Copa Libertadores 2014 | 1x          | 2014         |             |             |
| Primera División       | 1x          | 2013 Inicial |             |             |
| Grêmio                 |             |              |             |             |
| Copa Libertadores 2017 | 1x          | 2017         |             |             |
| Recopa Sudamericana    | 1x          | 2018         |             |             |
| Copa do Brasil         | 1x          | 2016         |             |             |

1 Grohe ·
2 Léo Moura ·
3 Geromel ·
4 Kannemann ·
5 Michel ·
6 Leonardo Gomes ·
7 Luan ·
8 Maicon ·
9 Jael ·
10 Cícero ·
11 Éverton ·
12 Bruno Cortez ·
14 Lima ·
15 Vico ·
17 Ramiro ·
18 Maicosuel ·
19 Hernane ·
20 Léo ·
21 Mádson ·
22 Bressan ·
23 Alisson ·
25 Jailson ·
26 Marcelo Oliveira ·
27 Anderson ·
28 Paulo Miranda ·
29 Arthur ·
30 Bruno Grassi ·
31 Poletto ·
36 Matheus Henrique ·
48 Paulo Victor ·
54 Dionathã ·
Coach: Renato Gaúcho